# 伊普兰
伊普兰（法語：Ippling，法語發音：[iplɛ̃]；洛林法兰克语：Iblinge）是法国摩泽尔省的一个市镇，属于萨尔格米讷区。

## 地理
伊普兰（49°6'22"N, 7°0'16"E）面积3.29 平方千米，位于法国大東部大區摩泽尔省，该省份为法国东北部内陆省份，是洛林的一部分，西南接默尔特-摩泽尔省，东临下莱茵省，北与卢森堡和德国接壤。
与伊普兰接壤的市镇（或旧市镇、城区）包括：温德兰、鲁兰、萨尔格米讷、武斯特维莱尔。

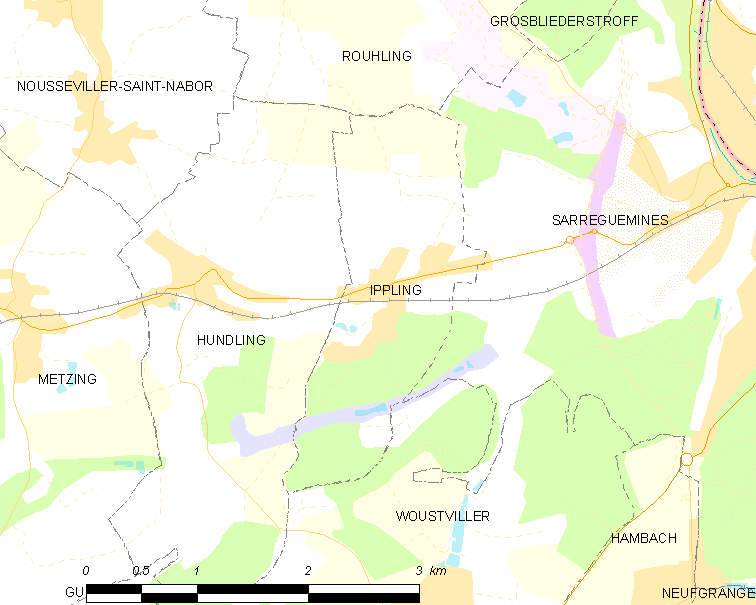
伊普兰的OSM定位图

伊普兰的时区为UTC+01:00、UTC+02:00（夏令时）。

## 行政
伊普兰的邮政编码为57990，INSEE市镇编码为57348。

## 政治
伊普兰所属的省级选区为萨尔格米讷县。

## 人口

1962-2008年间伊普兰人口变化图示

伊普兰于2022年1月1日时的人口数量为790人。